# Trophée Thayer Tutt 1988
Navigation
Édition précédente
Le trophée Thayer Tutt 1988 est la 3e édition du Trophée Thayer Tutt, qui rassemble les équipes non qualifiées pour les Jeux olympiques d'hiver de Calgary.

## Règlement du tournoi
Les équipes sont regroupées au sein de deux poules. Les deux premiers sont qualifiés pour une poule finale. Le premier de cette dernière est déclaré vainqueur.

## Première phase

### Poule A
| Clt   | Équipe        | PJ | V | D | N | BP | BC | Pts |
| ----- | ------------- | -- | - | - | - | -- | -- | --- |
| +001, | Japon         | 5  | 4 | 1 | 0 | 31 | 10 | 8   |
| +002, | Pays-Bas      | 5  | 4 | 1 | 0 | 43 | 10 | 8   |
| +003, | Chine         | 5  | 3 | 2 | 0 | 29 | 21 | 6   |
| +004, | Bulgarie      | 5  | 3 | 2 | 0 | 15 | 18 | 6   |
| +005, | Corée du Nord | 5  | 1 | 4 | 0 | 11 | 28 | 2   |
| +006, | Australie     | 5  | 0 | 5 | 0 | 7  | 49 | 0   |

- Qualifié pour la finale

### Poule B
| Clt   | Équipe             | PJ | V | D | N | BP | BC | Pts |
| ----- | ------------------ | -- | - | - | - | -- | -- | --- |
| +001, | Italie             | 5  | 5 | 0 | 0 | 33 | 6  | 10  |
| +002, | Allemagne de l'Est | 5  | 4 | 1 | 0 | 28 | 7  | 8   |
| +003, | Yougoslavie        | 5  | 2 | 2 | 1 | 16 | 16 | 5   |
| +004, | Roumanie           | 5  | 1 | 2 | 2 | 11 | 25 | 4   |
| +005, | Hongrie            | 5  | 1 | 4 | 0 | 12 | 27 | 2   |
| +006, | Danemark           | 5  | 0 | 4 | 1 | 8  | 27 | 1   |

- Qualifié pour la finale

## Seconde phase

### Match pour la 11eplace
Danemark 8-1  Australie

### Match pour la 9eplace
Hongrie 3-6  Corée du Nord

### Match pour la 7eplace
Bulgarie 3-9  Roumanie

### Match pour la 5eplace
Chine 6-9  Yougoslavie

### Match pour la 3eplace
Pays-Bas 4-2  Allemagne de l'Est

### Finale
Italie 3-0  Japon